# Mira Župan
Mira Župan (Otočac, 5. kolovoza 1926. – Zagreb, 12. kolovoza 1993.) je bila hrvatska televizijska, kazališna i filmska glumica.

## Filmografija

### Televizijske uloge
- "Gabrijel" (1984.)
- "Punom parom" (1978.)
- "Gruntovčani" kao drugarica iz prosvjete (1975.)
- "Kuda idu divlje svinje" kao Marta Gorjanski (1971.)

### Filmske uloge
- "Dundo Maroje" kao baba Perina (1983.) - TV-kazališna predstava
- "Pad Italije" (1981.)
- "Pelikani" (1973.)
- "Autodafe moga oca" (1971.)
- "Probudi se, Trnoružice!" kao majka (1969.)
- "Kristalna točka vedrine" (1968.)
- "Laura" (1968.)
- "Gemma Camolli" (1968.)
- "Godine ratne, godine mirne" (1967.)
- "Četvrti suputnik" kao Zehra (1967.)
- "Sjećanje" (1967.)
- "Pred smrt" (1964.)
- "Mrtvo slovo" (1964.)
- "Nestali pomaže istragu" (1960.)
- "Gospođica Julija" kao gospođica Julija (1958.)
- "Ljubov Jarovaja" (1957.)
- "Lisinski" (1944.)

## Vanjske poveznice
- Mira Župan u internetskoj bazi filmova IMDb-u (engl.)